# Jean-Paul Picaper
Jean-Paul Picaper, né en 1938 à Pau, est un politologue et journaliste français. 

## Biographie
Son père est mécanicien avion et automobile et sa mère femme au foyer, Jean-Paul Picaper étudie la philologie allemande et scandinave et les sciences politiques à Bordeaux, à Berlin-Ouest et à Paris. Il quitte temporairement son poste d'assistant à l'université de Berlin pour faire son service militaire dans les Forces Françaises à Berlin.
Il obtint le doctorat du 3e cycle en 1967 à la Faculté des Lettres de Strasbourg avec une thèse intitulée Le Parti Communiste en Allemagne de l'Est 1945-1967, et le doctorat d'État, en allemand Habilitation, à l'Institut Otto-Suhr de la Freie Universität à Berlin-Ouest, avec une thèse publiée en 1976 sous le titre Kommunikation und Propaganda in der DDR. Il devint professeur assistant en sciences politiques à l'Université libre de Berlin. De 1976 à 1977 il fut rédacteur en chef du magazine franco-allemand Documents à Strasbourg. Entre 1977 et 2003, il fut le correspondant du journal Le Figaro en Allemagne, d'abord à Bonn, puis à Berlin à partir de 1999,. Dès lors, il devint le correspondant des magazines Valeurs actuelles et Politique internationale. Entre 2005 et 2011, il écrit régulièrement pour la Preußische Allgemeine Zeitung, souvent sur les questions d'actualité françaises.
Jean-Paul Picaper est l'auteur de nombreux livres consacrés principalement à l'histoire et à la politique franco-allemandes, qui ont été publiés en français et en allemand. Il a écrit entre autres sur Nicolas Sarkozy, Helmut Kohl et Angela Merkel, et s'est intéressé au sort des « enfants maudits », nés de relations entre des femmes françaises et des soldats allemands pendant ou à la suite de la Seconde Guerre mondiale. Son livre sur l'Opération Valkyrie fut publié en 2009 avec une préface de Horst Köhler, alors président de la République fédérale d'Allemagne.
Depuis 2015, il est membre du comité de présidence de l'Union paneuropéenne internationale.

## Œuvres
- Kommunikation und Propaganda in der DDR, Bonn aktuell, 1976,  (ISBN 978-3879590605)
- Vers le IVe Reich : la contestation révolutionnaire en Allemagne fédérale : du gauchisme aux « cellules rouges » et au « mouvement vert », La Table Ronde, 1983,  (ISBN 2-7103-0139-3)
- DDR - Bild im Wandel (avec Günther Buch, Wilfrid Dissmann et Dietmar Schulz), Copress, 1985,  (ISBN 978-3767805552)
- Für ein Deutschland in der Zukunft, Colloqium Verlag, 1986,  (ISBN 3-7678-0680-0)
- Le pont Invisible, Plon, 1986,  (ISBN 2-2590-1619-7)
- Ces Allemands si tranquilles, Plon 1988,  (ISBN 2-259-01899-8)
- Ist die deutsche Frage aktuell?, Copress, 1988,  (ISBN 978-3767806627)
- Greenpeace ou l'écologie à l'envers, Odilon Média, 1994,  (ISBN 2-84213-007-3)
- Mémoires d'Europe : entretiens avec Otto de Habsbourg, Criterion, 1994,  (ISBN 2-7413-0078-X)
- Helmut Kohl, Fayard, 1996  (ISBN 2213597588)
- Sur la trace des trésors nazis, Tallandier, 1998,  (ISBN 2-235-02202-2)
- Streit ums Atom: Deutsche, Franzosen und die Zukunft der Kernenergie (avec Joachim Grawe), Piper, 2000,  (ISBN 978-3492042130)
- Nucléaire, l'Europe partagée, Ramsay, 2001,  (ISBN 2-84114-501-8)
- Die Verleumdungs AG - Wie Parteien mit Spendenskandalen Politik machen, be.bra-Verlag, 2002,  (ISBN 978-3-86124-560-5)
- Enfants maudits (avec Ludwig Norz), Syrtes, 2004,  (ISBN 978-2845450882)
- No rasto dos Tesouros Nazis, Historia narrativa, 2005, 972-44-1243-1
- Angela Merkel. Une chancelière à Berlin. La première femme à gouverner l'Allemagne, Gawsewitch, 2005,  (ISBN 978-2350130460)
- Le Crime d'aimer, Syrtes, 2005,  (ISBN 2-84545-109-1)
- Die Kinder der Schande, Piper, 2006,  (ISBN 3-492-04697-5)
- Le Nouveau défi européen : conversations avec Otto de Habsbourg, Fayard, 2007,  (ISBN 978-2-213-63254-4)
- Nicolas Sarkozy und die Beschleunigung der Politik, Gollenstein, 2008,  (ISBN 978-3938823361)
- Berlin-Stasi, Éditions des Syrtes, 2009,  (ISBN 978-2845451506)
- Opération Walkyrie : Stauffenberg et la véritable histoire de l'attentat contre Hitler, L'Archipel, 2009,  (ISBN 978-2809800548)
- Angela Merkel, La femme la plus puissante du monde, Gawsewitch, 2010,  (ISBN 978-2350132341)
- Europe, le pour et le contre (avec Alain Terrenoire), France Empire, 2014,  (ISBN 978-2-7048-1265-3)
- Les Ombres d'Oradour, l'Archipel, 2014,  (ISBN 978-2-8098-1467-5)
- Les Louves du Gévaudan, Jérôme Do Bentzinger Éditeur, Colmar/Strasbourg  (ISBN 9782849606094)
- Ces nazis qui ont échappé à la corde, Éditions de l'Archipel, Paris  (ISBN 978-2-8098-2311-0)

## Distinctions et prix
- Prix franco-allemand du journalisme (1983)
- Ordre du Mérite de la République fédérale d'Allemagne (1999)
- Chevalier de l'ordre national du Mérite (1998)[6]